# 리텍
리텍(RITEK Corporation)은 콤팩트 디스크(CD), DVD, 블루레이와 같은 광 디스크는 물론, 콤팩트플래시 카드, SD 카드, 멀티미디어카드 등의 저장 카드 및 플래시 드라이브를 제조하는 타이완 회사이다. 리텍은 또한 태양 전지 모듈과 수동형 유기 발광 다이오드 및 ITO 유리와 같은 터치 패널 제품도 생산한다. 리텍은 또한 나노- 및 생명공학기술 분야에서 일부 제품을 출시했다.
Ritek Corporation은 타이완에서 CD를 제조할 목적으로 1988년에 설립되었다. 1990년에 이 회사는 타이완에서 첫 CD를 생산했다. 2005년 11월, 이 회사는 재기록 가능 DVD 및 CD-RW 시장에서 20%의 점유율을 차지하며 세계에서 가장 큰 디스크 제조업체가 되었다. 2020년 기준 기준으로, 리텍은 5,900명의 직원을 보유하고 있다.

## 지점
- 신주시, 타이완 (본사)
- 중리, 타이완
- 양저우시, 중국
- 쿤산시, 중국
- 호찌민시, 베트남
- 청원군, 대한민국
- 리데르커르크, 네덜란드[9][10]
- 로스앤젤레스, 미국

## 역사
틀:More refs
1952년, 옌칭타이는 민리 플라스틱(明理塑膠工廠)을 설립했다. 이 공장은 플라스틱 담배 상자와 폴리에틸렌 우유병을 생산했다. 그 기간 동안 그는 일본에서 중고 전기도금 도구를 구입했는데, 원래는 플라스틱에 크로뮴을 도금하여 내구성을 높이려 했지만 작동하지 않았다. 그 후 그는 레코드판 스탬퍼에 구리와 니켈을 전기도금하기 시작하여 레코드 사업에 뛰어들었다. 옌칭타이는 퍼스트 빈티지 레코드와 플래티넘 스튜디오를 설립했다. 그는 1960년에 산충푸에 레코드판 생산 시설을 세웠다. 퍼스트 빈티지 레코드 사업의 일환으로 그는 가수 샐리 예와 함께 백화점에서 공연하고 앨범을 홍보했다. 옌칭타이 씨는 또한 일본의 녹음 기술을 도입하여 플래티넘 스튜디오를 설립했다.
1980년, 옌은 스위스에서 24트랙 녹음기를 수입하고 일본에서 기술자를 초빙하여 지시를 받았다. 그 당시 그는 디지털화가 레코드 산업의 추세라고 언급했다. 일본은 이미 콤팩트 디스크를 시험 생산하고 있었다. 시장 출시 시기를 맞추기 위해 옌칭타이 씨는 1985년에 산업기술연구원으로부터 일단의 엔지니어들을 고용하여 콤팩트 디스크를 제조하게 했다. 그들은 간단한 플라스틱 프레스부터 시작하여 기술 전문 지식을 축적했다.
1988년, 옌은 리텍(RITEK Corporation)을 설립했다. 이 회사의 영어 이름은 "right"와 "technology"의 혼성어이다.
1990년 5월, 이 회사는 산업기술연구원 기계시스템연구소의 지원을 받아 타이완에서 첫 콤팩트 디스크를 제조했다. 1991년에 이 회사는 IFPI 타이완 회원 재단의 정식 회원이 되었다. 1994년에 이 회사는 호주에 콤팩트 디스크 생산 시설을 설립했다.

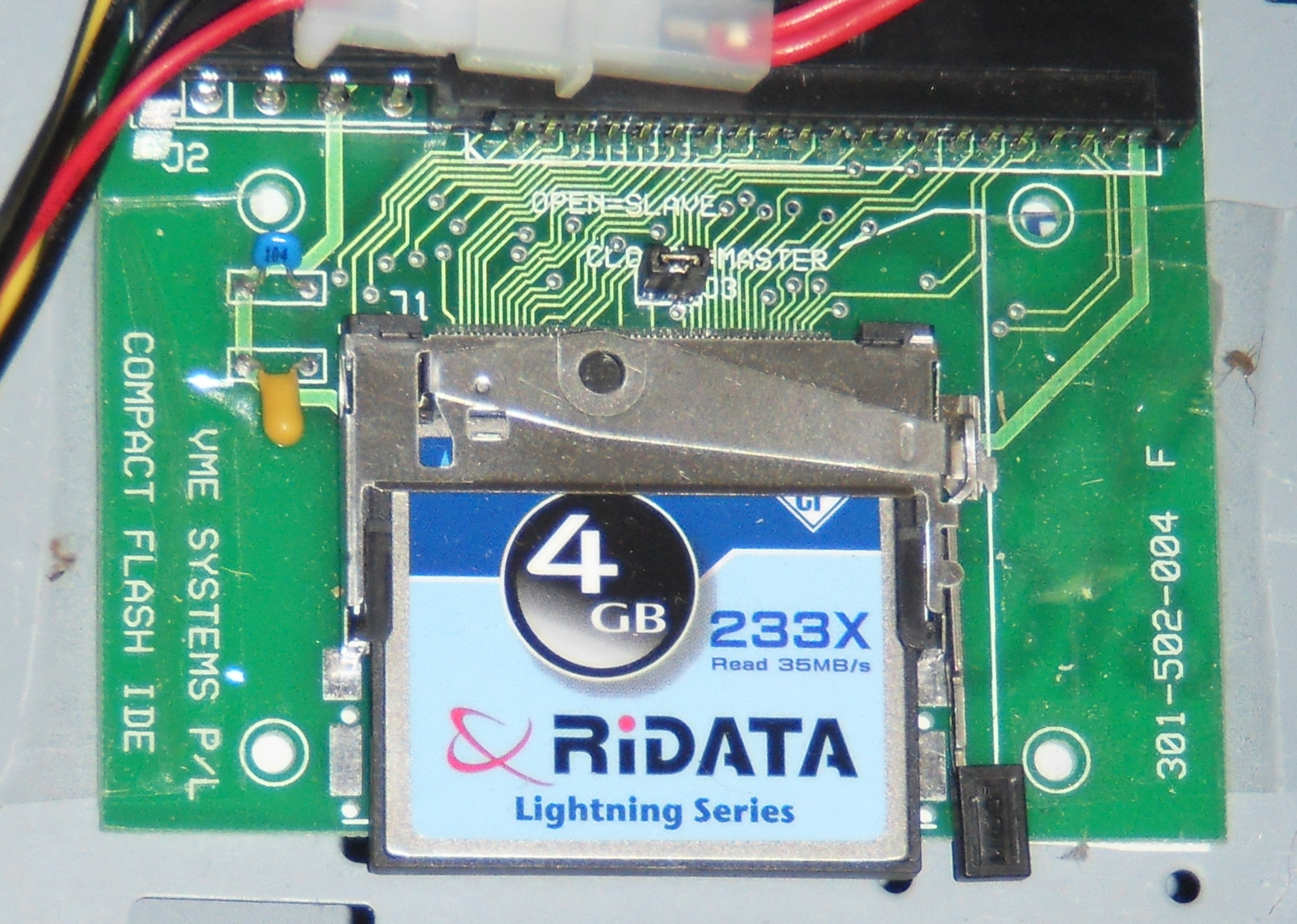
RiDATA의 4GB 콤팩트플래시 카드

1996년에 리텍은 타이완에서 주식 공개를 했다. 이 회사는 CD 복제의 저작권을 보호하기 위해 콤팩트 디스크 제조업체 협회(CMA)를 설립했다. 이 회사는 미국에 CD 생산 시설을 설립하고, 타이완에서 첫 CD-RW와 첫 DVD를 제조했다. 이 회사는 1997년에 타이완에서 첫 DVD-R을 제조했다. 또한 1997년에 리텍은 음악 출판사 협회 타이완 지부와 저작권 확인 계약을 체결하고 타이완에서 ISO 9001 인증을 획득한 최초의 CD 제조업체가 되었다. 이 회사는 또한 영국에 CD 생산 시설을 설립했다.

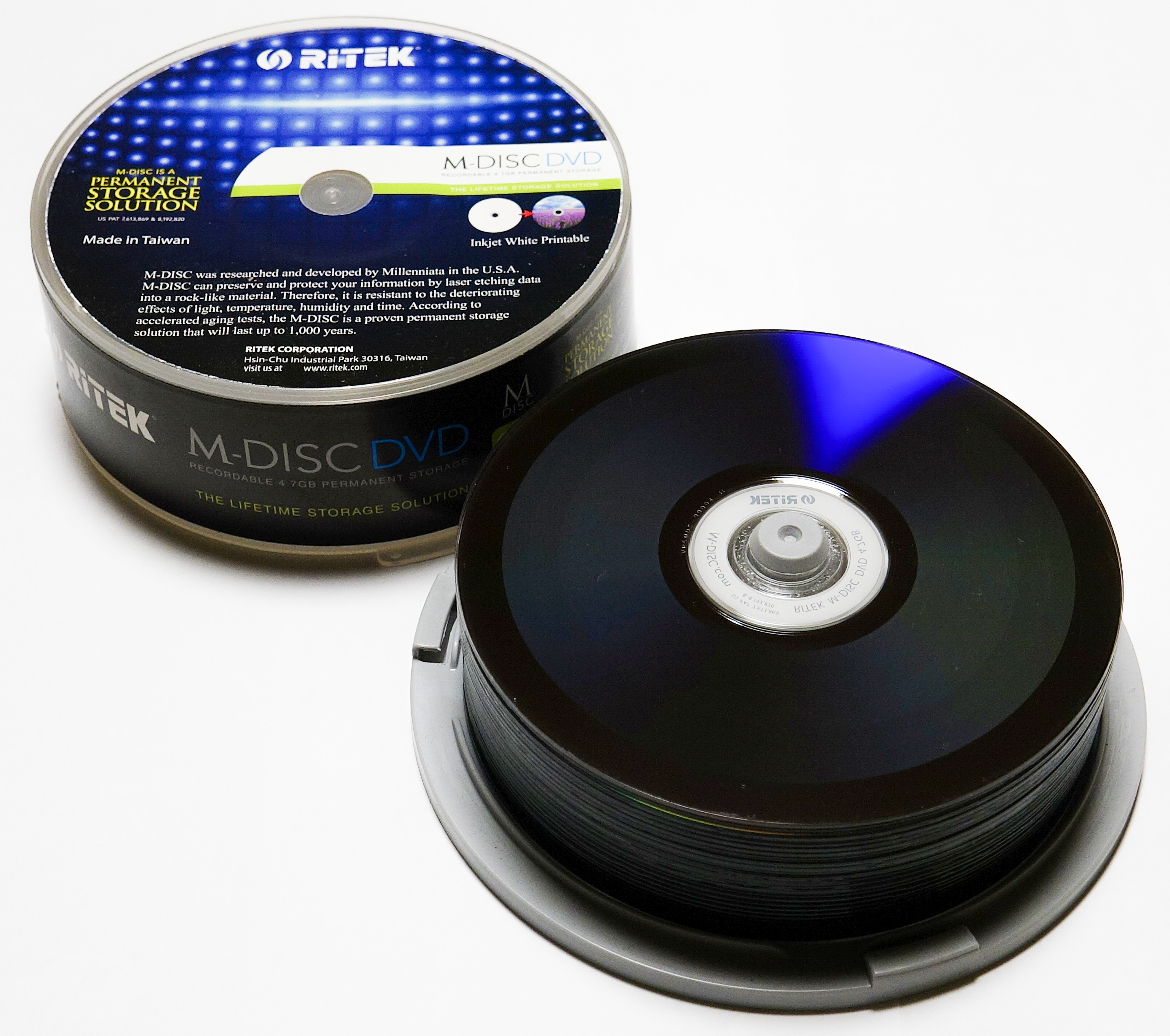
리텍 M-DISC-DVD

1998년에 리텍은 타이완에서 첫 DVD-RAM을 제조했다. 1999년에 U-TECH Media Corporation이 타이완에서 가장 큰 사전 녹음 매체 제조업체로 설립되었다. 리텍 재단이 설립되었다. 리텍은 ISO 14001 인증을 획득한 타이완 최초의 CD 제조업체가 되었고, 2000년에는 QS9000 인증을 획득한 최초의 타이완 CD 제조업체가 되었으며, 리텍의 미니디스크는 타이완 우수상을 수상했다. 2006년 11월, 리텍은 맥셀 CD-R 및 DVD의 독점 생산자가 되었다. 2008년에 리텍의 USB 플래시 드라이브는 iF 국제 포럼 디자인으로부터 제품 디자인 상을 받았다. 2013년에 리텍은 M-DISC DVD 및 블루레이를 출시했다. 2017년에 RiData OTG 플래시 드라이브는 PC HOME과 PC ADV 3C로부터 기술 트렌드 금상을 수상했다. 리텍은 2019년에 이메이션과 라이선스 계약을 체결했다.

### 유기 발광 다이오드
1999년에 이 회사는 타이완에서 첫 유기 발광 다이오드를 제조했다. 2001년에 이 회사는 완전 자동화된 유기 발광 다이오드 대량 생산 라인을 구축했으며, RiTdisplay Corporation은 타이완의 유기 발광 다이오드 제조업체로 설립되었다. 2015년에 리텍은 수동형 유기 발광 다이오드 웨어러블을 제조하기 시작했다.

### 태양 에너지
2008년에 리텍은 유럽의 태양 에너지 회사인 Scheuten과 전략적 제휴를 맺었다. 2009년에 (구리 인듐 갈륨 셀레나이드) 전용 박막 태양 전지 제조업체인 PV Next가 설립되었다. 2011년에 리텍 솔라(Ritek Solar)는 솔라엣지와 협력하여 뮌헨에서 열린 인터솔라 유럽 회의에서 새로운 IM 시리즈 태양 전지 모듈을 선보였다. 리텍의 태양 전지 모듈은 2016년에 중화민국 경제부 에너지국으로부터 타이완 우수 PV 상을 수상했다.

### 국제 활동
1999년에 이 회사는 필립스와 함께 독일 비스바덴에 CD-R 제조를 위한 합작 투자 시설(PrimeDisc Technologies)을 설립했다. 2003년에는 독일에서 CD 인쇄 및 포장 공장으로 RME가 설립되었다. 2004년에는 리텍의 일본 자회사인 리텍 재팬(Ritek Japan)이 설립되었다. 2007년에는 리텍의 북아프리카 자회사인 Ritek North Africa가 설립되었다. 2018년에 리텍은 일본 파나소닉의 유일한 해외 아카이벌 디스크(AD) 생산 파트너가 되었다. 2016년에 리텍은 일본 최대의 노인 주간 보호 센터 체인과 협력하여 Ricare Day Service Center를 설립했다.

## 지분 투자
- AimCore Technology Co., Ltd. – ITO 유리, 2007년 설립
- U-TECH Media Corporation – 사전 녹음된 콤팩트 디스크
- U-Chain – 창고 및 물류
- RiTdisplay Corporation – 수동형 유기 발광 다이오드
- RiteDia – 다이아몬드 유사 탄소 코팅
- RitFast Corporation – 터치 패널
- CASHIDO – 나노 기술
- PRORIT Corporation – 고정밀 플라스틱 사출
- RitPower – 태양 전지 모듈

브랜드
- RiTEK
- RiDATA
- Tracdata
- smartbuy
- RiBEST
- ARITA
- imation
- 플렉스터

## 같이 보기
- 대만의 기업 목록